# César Iglesias Barrón
César Augusto Iglesias Barrón (Lima, 1923-Lima, ?) fue un militar y político peruano, que ostentó el grado de General de Ejército. Fue el último ministro del Interior del gobierno militar de Francisco Morales Bermúdez, de  mayo a julio de 1980. 

## Biografía
Nació en Lima, siendo hijo de Teófilo Iglesias y Rosa Barrón. Ingresó a la Escuela Militar de Chorrillos, de donde egresó a mediados de los años 1940 como alférez de artillería. 
En noviembre de 1970 fue ascendido al rango de coronel de Artillería, por decreto ley del gobierno de Juan Velasco Alvarado. Unos años después fue elevado al rango de general de Brigada.
Fue director del Banco de la Nación (BN), durante el periodo 1976-1977. Allí introdujo la meritocracia en el otorgamiento de empleos.  Fue también vicepresidente del directorio del Banco Central de Reserva del Perú (BCRP), en 1977.

### Ministro del Interior
El 7 de mayo de 1980 juró como ministro del Interior del gobierno del general Francisco Morales Bermúdez, luego de la renuncia de su antecesor, el general Fernando Velit Sabattini, que había sido involucrado en un caso de contrabando.
Durante su periodo ministerial se realizaron las elecciones generales de 1980, en las que triunfó el arquitecto Fernando Belaunde, hecho que marcó el inicio del retorno a la democracia.
El 12 de junio de 1980 se produjo en Lima la desaparición de tres ciudadanos argentinos, militantes del Partido Montonero, opositor a la dictadura de Jorge Rafael Videla en Argentina. Después se supo que habían sido secuestrados en un operativo conjunto de militares peruanos y argentinos y expulsados del país por la frontera con Bolivia. Nunca más fueron hallados con vida.
Iglesias fue el último ministro del Interior del régimen militar iniciado en 1968, autodenominado Gobierno Revolucionario de la Fuerza Armada.